# 西班牙王国 (1808年—1813年)
西班牙王国，通称约瑟夫·波拿巴治下的西班牙或波拿巴西班牙。约瑟夫·波拿巴治下的西班牙是在半岛战争中支持与效忠于波拿巴家族的拿破仑一世与约瑟夫·波拿巴的西班牙。因当时西班牙部分地区被法国军队占领，该国被视为法兰西第一帝国的附庸国。
其他继续抵抗法国及波拿巴王朝的西班牙地区，仍继续效忠于西班牙国王斐迪南七世，并與大不列颠及爱尔兰联合王国及葡萄牙王国结盟。反法同盟在萨拉曼卡和维多利亚的胜利也意味着波拿巴帝国的失败。

## 法西联盟
自从第二次圣伊尔德丰索协约签订以来，西班牙王国一直与法兰西第一共和国结盟以对抗英国。1805年，英国在特拉法加海戰打败法西联盟后，这也使联盟出现裂痕。第四次反法同盟爆发后，西班牙决定从南部进攻法国。1806年，西班牙准备开始进攻，以协助普鲁士取得胜利，拿破仑的军队在耶拿-奧爾施泰特會戰打败普鲁士，因而导致西班牙军队的退缩。然而，西班牙继续痛恨他在特拉法加海戰中的损失以及他被迫成为大陆封锁中的一个国家。

尽管如此，联盟还是同意继续瓜分英国的长期贸易伙伴和盟友葡萄牙，但葡萄牙坚决反对加入大陆封锁。此外，拿破仑也充分的意识到西班牙经济和行政管理的灾难性状态，以及其政治脆弱性。这让他开始相信在当前情况西班牙作为法国盟友的价值微乎其微。因此，他坚持将法国军队部署在西班牙，为法国入侵葡萄牙做准备，但这样做之后，拿破仑就将会将更多的法国军队调入西班牙，而没有任何进军葡萄牙的迹象。对西班牙来说，法国军队在西班牙领土上的存在这样的事在西班牙境内非常的不受欢迎。这也导致了，当时王储斐迪南的支持者在西班牙阿兰胡埃斯镇反对国王卡洛斯四世，卡洛斯四世也被迫退位，由王储斐迪南即位：时任西班牙國務大臣曼努埃尔·戈多伊也被迫下台。

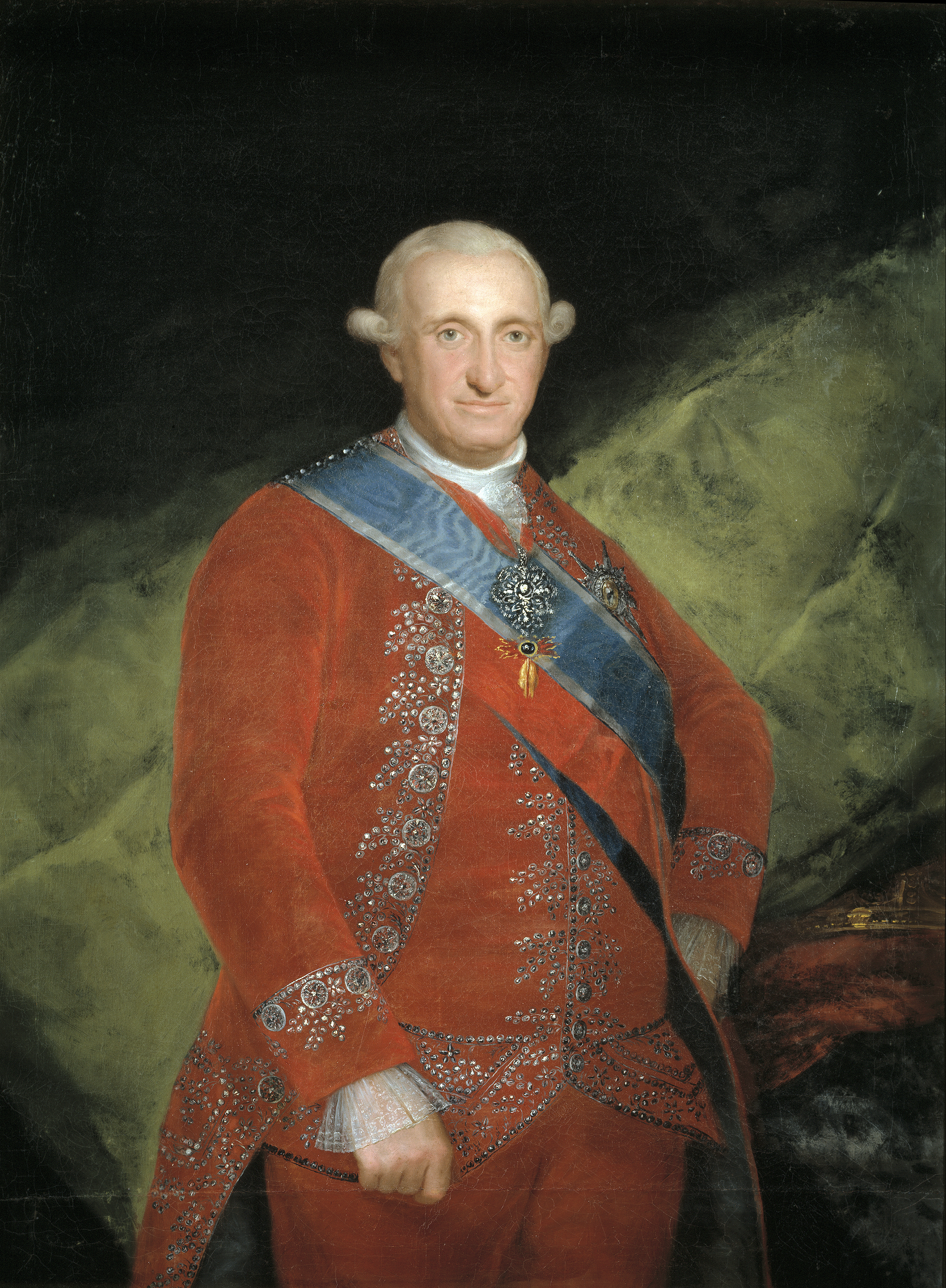
西班牙国王卡洛斯四世

同年5月，拿破仑在巴约讷召见斐迪南七世。斐迪南七世去了，他非常期待拿破仑承认他的君主地位。此外，拿破仑也召见了卡洛斯四世。拿破仑逼迫卡洛斯四世让自己的儿子斐迪南七世退位，并借此让自己的长兄，时任那不勒斯国王约瑟夫·波拿巴（那不勒斯国王朱塞佩一世）成为西班牙国王。

## 何塞一世的继位
卡洛斯四世希望已在西班牙境内驻扎了10万大军的拿破仑能帮助他夺回王位。然而，拿破仑拒绝帮助卡洛斯，也拒绝承认斐迪南七世为新国王。相反，他也成功的向卡洛斯及斐迪南施压要求将王位让给他的兄长约瑟夫·波拿巴，让他成为新的西班牙国王。与此同时，法国驻西班牙军队的负责人若阿尚·缪拉敦促释放西班牙前国务卿曼努埃尔·戈多伊，他曾邀请法国军队进入西班牙，导致阿兰胡埃斯叛变。剩余的西班牙政府未能站出来对抗穆拉特，引起了民众的愤怒。
卡斯蒂利亚委员会是卡洛斯四世统治西班牙中央政府的主要机构，但现在处于拿破仑的控制下。由于民众对法国统治的愤怒，它很快失去了在直接被法国占领的人口中心之外的控制。为了反抗法国，西班牙的前管理机构如阿拉贡议会及阿斯图里亚斯公国委员会等，在西班牙境内的部分地区重新浮出水面：军政府（议会）的创建是为了填补权力真空并领导与法兰西第一帝国势力的斗争。省军政府开始协调行动；成立了地区军政府来监督省级军政府。最后，1808年9月，一个单一的最高军政府在阿兰胡埃斯成立，作为全西班牙的代理抵抗政府。

### 半岛战争
若阿尚·缪拉制定了进攻计划，并派遣两支大军进攻亲斐迪南七世组织的征地。穆拉特制定了征服计划，派出两支大军进攻亲费迪南德抵抗组织的阵地。一支军队确保了马德里和维多利亚之间的路线，并包围了萨拉戈萨、赫罗纳和瓦伦西亚。另一个，向南派往安达卢西亚，解放了科尔多瓦。杜邦将军没有按计划前往加的斯，而是奉命返回马德里，但在拜伦在7月被卡斯塔尼奥斯将军击败。

## 何塞一世的统治
何塞一世（西班牙语：José I），或者称之为约瑟夫-拿破仑·波拿巴（法语：Joseph-Napoléon Bonaparte），原本是那不勒斯国王朱塞佩一世（1806年3月30日 - 1808年6月6日在位）

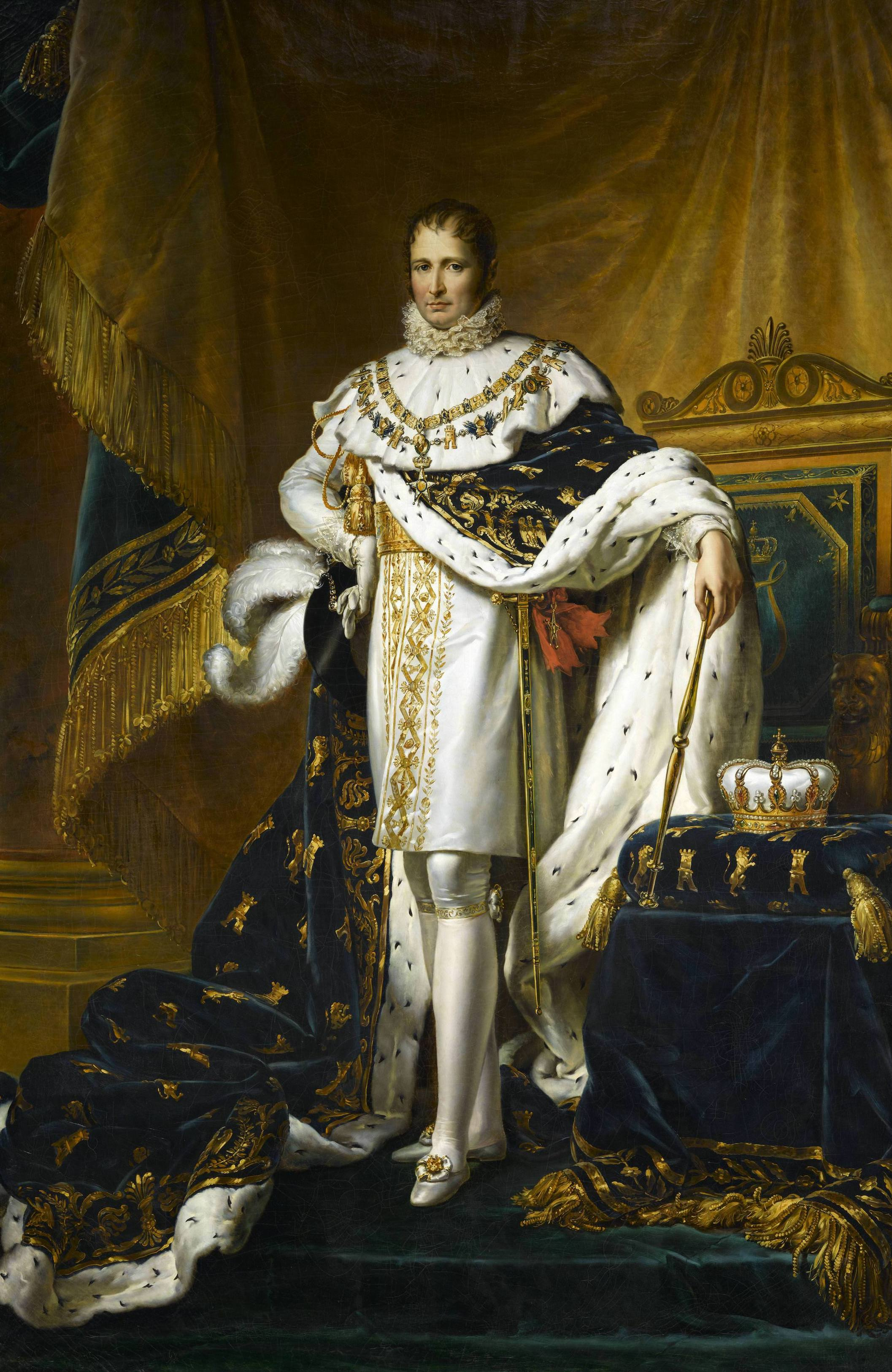
西班牙国王何塞一世加冕画像